# Studnica (Wieprza)
Die  Stüdnitz (ehemals auch Stiednitz, polnisch Studnica) ist ein etwa 38 Kilometer langer linker Nebenfluss der Wipper (Wieprza)  in Hinterpommern.

## Verlauf
|  |

Das gesamte Flussbett des Stüdnitz vom Quellgebiet bis hin zur Einmündung in die Wipper, die ihrerseits in die Ostsee  abfließt, befindet sich in Hinterpommern. Das Einzugsgebiet der Stüdnitz ist etwa 315 km² groß.
Die Stüdntz entspringt im Stüdnitzsee  (Jezioro   Studzieniczno Małe) bei dem Dorf Hammer, etwa drei Kilometer südlich von Rummelsburg (Miastko). Sie fließt zunächst nordwärts durch Rummelsburg und zerspaltet  durch ihr tiefes Tal diesen Ort in mehrere Teile; der Marktplatz von Rummelsburg liegt 87,9 Fuß über dem Meeresspiegel und etwa dreißig Fuß über der Stüdnitz. Hinter Rummelsburg wendet sie sich bis zu den Dörfern Groß Kaffzig und Klein Kaffzig leicht nordwestwärts, macht dann einen Bogen und fließt weiter nordwärts, erreicht das Dorf  Ciecholub (Techlipp), etwa  sechs Kilometer nordwestlich des Dorfs  Broczyna (Brotzen) an der Wipper, Gemeinde Trzebielino (Treblin), und  mündet  auf dieser Höhe in die Wipper.
Nach Aufnahme einiger Seitenbäche führt die Stüdnitz etwa zwei Kilometer nördlich von Rummelsburg bereits soviel Wasser, dass sie flößbar wird und von dort aus auf ihr und der Wipper Holz bis nach Rügenwalde an der Ostsee transportiert werden kann.